# Богомил Дяков
Богомил Дяков е бивш български футболист, защитник. Юноша на Левски (София). С отбора става шампион на страната през сезон 2005/06. Кариерата му преминава през редица български клубове. Общо записва 264 мача в елитното първенство.

## Кариера
Богомил Дяков израства в школата на Левски (София). Дебютира за първия състав на 18-годишна възраст през сезон 2001/02. Това се случва на 30 май 2002 г. в мач от А група срещу Нефтохимик (Бургас) (3:0), когато заменя в 84-тата минута Станислав Генчев.
През лятото на 2002 г. е преотстъпен във втородивизионния Пирин (Благоевград). Година по-късно преминава под наем в новака в А група Родопа (Смолян), където е титуляр в продължение на два сезона. През лятото на 2005 г. се завръща в Левски, но не успява да се наложи и записва само 10 мача в елита през сезон 2005/06. След това отново е преотстъпен в Родопа.
В началото на 2007 г. договорът му с Левски е прекратен и преминава в Спартак (Варна). През лятото на 2007 г. подписва договор със Славия (София), където играе в продължение на 6 години. От 2011 г. е капитан на отбора. Преди началото на сезон 2011/12 скъсва коленни връзки и пропуска целият есенен полусезон. След тази травма Дяков губи титулярното си място и рядко играе за „белите“.
През лятото на 2013 г. преминава в Монтана. След това играе също за Локомотив (Пловдив), Пирин (Благоевград), Спартак (Плевен), Септември (София), ЦСКА 1948 (София) и Витоша (Бистрица). Прекратява състезателната си кариера на 36-годишна възраст през октомври 2020 г. и започва работа като треньор в школата на ЦСКА 1948.

## Статистика по сезони
| Сезон    | Отбор                 | Първенство       | Мачове | Голове |
| -------- | --------------------- | ---------------- | ------ | ------ |
| 2001/02  | Левски (София)        | А футболна група | 1      | 0      |
| 2002/03  | → Пирин (Благоевград) | Б футболна група | –      | -      |
| 2003/04  | → Родопа (Смолян)     | А футболна група | 23     | 0      |
| 2004/05  | → Родопа (Смолян)     | А футболна група | 27     | 0      |
| 2005/06  | Левски (София)        | А футболна група | 10     | 0      |
| 2006/ес. | → Родопа (Смолян)     | А футболна група | 14     | 0      |
| 2007/пр. | Спартак (Варна)       | А футболна група | 12     | 0      |
| 2007/08  | Славия (София)        | А футболна група | 15     | 0      |
| 2008/09  | Славия (София)        | А футболна група | 26     | 0      |
| 2009/10  | Славия (София)        | А футболна група | 19     | 0      |
| 2010/11  | Славия (София)        | А футболна група | 23     | 0      |
| 2011/12  | Славия (София)        | А футболна група | 12     | 0      |
| 2012/13  | Славия (София)        | А футболна група | 11     | 0      |
| 2013/14  | Монтана               | А футболна група | 19     | 0      |
| 2014/15  | Локомотив (Пловдив)   | А футболна група | 20     | 0      |
| 2015/ес. | Пирин (Благоевград)   | А футболна група | 6      | 0      |
| 2016/пр. | Спартак (Плевен)      | Б футболна група | 12     | 0      |
| 2016/17  | Септември (София)     | Втора лига       | 30     | 0      |
| 2017/18  | Септември (София)     | Първа лига       | 18     | 0      |
| 2018/19  | ЦСКА 1948             | Втора лига       | 28     | 0      |
| 2019/ес. | ЦСКА 1948             | Втора лига       | 17     | 0      |
| 2020/пр. | Витоша (Бистрица)     | Първа лига       | 8      | 0      |
| 2020/ес. | Витоша (Бистрица)     | Втора лига       | 6      | 0      |

## Успехи
Левски (София)
- А група:
  -  Шампион: 2005/06